# Acacia arafurica
Acacia arafurica é uma espécie de arbusto do gênero Acacia, subgênero Phyllodineae, pertencente à família Fabaceae.

## Distribuição
Pode ser encontrado na Austrália, no Território do Norte, da porção norte da Terra de Arnhem até a Península de Cobourg, crescendo na areia de áreas pantanosas, em planícies costeiras de rios ou próxima à riachos, e ocasionalmente em florestas.